# Roxana

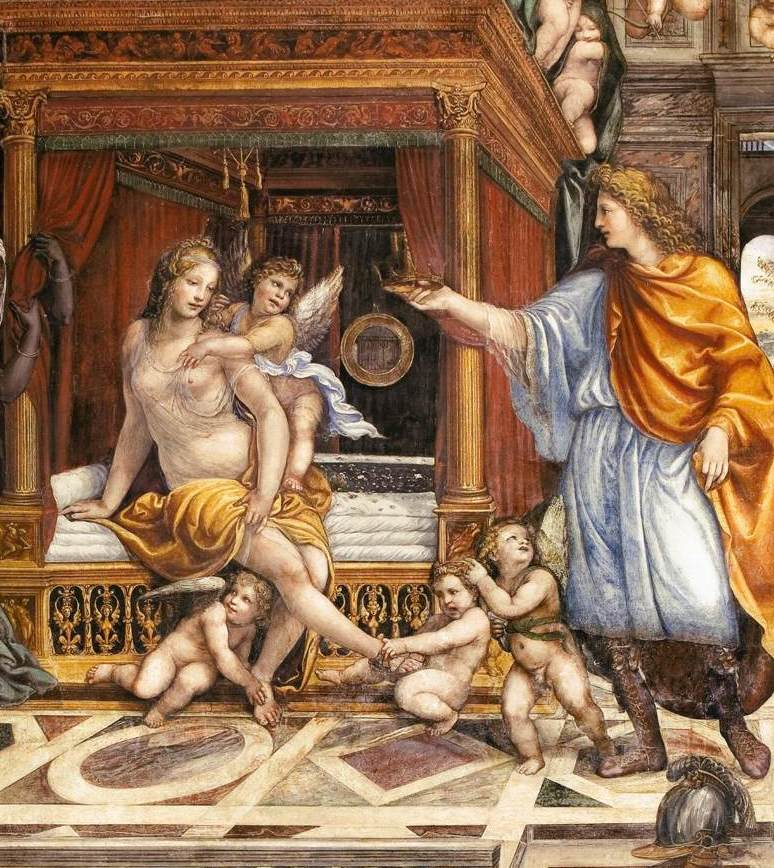
Boda de Roxana y Alejandro (por Sodoma).

Roxana (griego antiguo, Ρωξάνη; idioma avéstico, Raoxshna; idioma persa, روشنک; bactriano: Roshanak, que significa «pequeña estrella resplandeciente») fue esposa de Alejandro Magno. 
Roxana era una princesa sogdiana o bactriana con quien Alejandro Magno se casó después de derrotar a Darío, gobernante del Imperio aqueménida, e invadir Persia.
Nació antes del año 347 a. C. aunque la fecha permanece incierta. Murió ejecutada en el 309 a. C. bajo las órdenes de Casandro.

## Biografía
Hija del noble Oxiartes, Roxana se casó con Alejandro (que en aquella época tenía 30 años), con 20 años (327 a. C.) tras ser raptada por él después del asedio a la fortaleza de la Roca Sogdiana, a pesar de la fuerte oposición al enlace de sus compañeros y generales. El matrimonio fue un intento político para ganar el favor del sátrapa bactriano, a pesar de que algunas fuentes describen el profesado amor que Alejandro sentía por ella.
Roxana acompañó a su marido en la campaña de la India (326 a. C.), del cual tuvo un hijo póstumo —puesto que murió en 323 a. C., repentinamente, en Babilonia—, Alejandro IV.
Después de la muerte de su esposo, Roxana ordenó el asesinato de su otra viuda, Estatira II, de la hermana de esta, Dripetis, y según algunos historiadores, quizá también el de Parisátide, tercera esposa de Alejandro.
Pero tras la muerte de Alejandro Magno, tanto ella como su hijo fueron víctimas políticas de las intrigas en torno al colapso del imperio. Su suegra, Olimpia de Epiro, madre de Alejandro, los protegió en Macedonia hasta su asesinato (315 a. C.). Tras el suceso, Casandro vio en el hijo de Alejandro un peligro y lo mató, junto con su madre en 309 a. C..

## Roxana en el cine
- En la película Alejandro Magno (2004), de Oliver Stone. Roxana es interpretada por Rosario Dawson.